# Allen Kelley
Allen Kelley, né le 24 décembre 1932 à Dearing en Géorgie et mort le 13 août 2016 à Lawrence (Kansas), est un ancien joueur américain de basket-ball. Il évolue au poste d'arrière. Il est le frère de Dean Kelley, champion olympique de basket-ball en 1952.

## Palmarès
- Champion du monde 1954
- Champion olympique 1960